# Super Rugby Aupiki 2022
El Super Rugby Aupiki 2022 fue la primera edición del torneo profesional de rugby femenino de Nueva Zelanda.

## Sistema de disputa
Cada equipo disputó sus encuentros frente a cada uno de los rivales a una sola ronda, el equipo que logró mayor cantidad de puntos se coronó campeón del torneo.
Puntuación
Para ordenar a los equipos en la tabla de posiciones se los puntuará según los resultados obtenidos.
- 4 puntos por victoria.
- 2 puntos por empate.
- 0 puntos por derrota.
- 1 punto bonus por ganar haciendo 3 o más tries que el rival.
- 1 punto bonus por perder por siete o menos puntos de diferencia.

## Participantes
- Blues Women
- Chiefs Manawa
- Hurricanes Poua
- Matatū

## Desarrollo
| Pos. | Equipo          | Encuentros | Encuentros | Encuentros | Encuentros | Tantos | Tantos | Tantos | PB | Puntos |
| Pos. | Equipo          | PJ         | PG         | PE         | PP         | F      | C      | Dif    | PB | Puntos |
| ---- | --------------- | ---------- | ---------- | ---------- | ---------- | ------ | ------ | ------ | -- | ------ |
| 1.º  | Chiefs Manawa   | 3          | 3          | 0          | 0          | 81     | 23     | +58    | 2  | 14     |
| 2.º  | Hurricanes Poua | 3          | 1          | 1          | 1          | 26     | 35     | -9     | 0  | 6      |
| 3.º  | Blues Women     | 3          | 1          | 1          | 1          | 21     | 45     | -24    | 0  | 6      |
| 4.º  | Matatū          | 3          | 0          | 0          | 3          | 31     | 56     | -25    | 1  | 1      |

|  | Campeón. |

| Bandera de Nueva Zelanda |
| Campeón Chiefs Manawa    |
| Primer título            |